# Dicranota gibbera
Dicranota gibbera är en tvåvingeart som först beskrevs av Alexander 1921.  Dicranota gibbera ingår i släktet Dicranota och familjen hårögonharkrankar. Inga underarter finns listade i Catalogue of Life.